# Amegilla arcana
Amegilla arcana är en biart som först beskrevs av Cockerell 1936.  Amegilla arcana ingår i släktet Amegilla och familjen långtungebin. Inga underarter finns listade i Catalogue of Life.